# 會說話的安吉拉
會說話的安吉拉 是由斯洛維尼亞工作室Outfit7開發的一款應用程式（前身為聊天機器人），屬於湯姆貓和他的朋友們系列。該應用於2012年11月13日iPhone、iPod及iPad平台推出，2013年1月在Android平台發行，並於2014年1月登陸Google Play。 其後繼應用我的安吉拉於2014年12月推出。

## 爭議
2014年2月，會說話的安吉拉成為一則網路謠言的焦點，該謠言聲稱應用程式會引導兒童透露個人資訊，而這些資訊可能被戀童癖者用來辨識兒童的所在位置。此謠言在Facebook及多個育兒相關網站廣泛流傳，稱安吉拉這個角色會透過遊戲內的文字聊天功能向使用者索取私人信息。 部分版本的謠言甚至聲稱該應用程式與兒童失蹤案件有關，  甚至有說法稱該應用程式由戀童癖組織操控，透過攝像頭記錄用戶的影像，並聲稱可以在安吉拉的眼睛中看到這些影像。 
該謠言隨後被Snopes.com揭穿。該網站的擁有者芭芭拉（Barbara）和大衛·米克爾森（David Mikkelson）報導，他們嘗試「促使」應用程式給出要求私人信息的回應，但未成功，即使在詢問明確的性問題時也是如此。雖然在關閉兒童模式的情況下，安吉拉會詢問用戶的姓名、年齡和個人喜好以確定對話主題，但Outfit7表示這些信息會被「匿名化」，且所有個人資訊都會被移除。由於該應用程式基於聊天機器人技術，因此不可能有人控制安吉拉在遊戲中的對話內容。
2015年，這一謠言在Facebook上再次被炒作，引發了網路安全公司Sophos和《衛報》的再次澄清。 Sophos的員工保羅·達克林（Paul Ducklin）在公司部落格上指出，關於此謠言的Facebook帖子「長達近600字，內容冗長重複，雖然一開始聲稱沒有足夠的詞彙來描述情況，但實際上寫得非常糟糕，幾乎達到文盲和難以理解的程度。」 該遊戲的程式設計師之一布魯斯·威爾考克斯（Bruce Wilcox）認為，謠言的流行與《會說話的安吉拉》中逼真的聊天機器人程式有關。
然而，對於遊戲的兒童模式是否過於容易被關閉，存在真正的關切。若兒童模式被關閉，用戶可通過iTunes購買遊戲內的「硬幣」，這些硬幣可用作遊戲中的貨幣。 關閉兒童模式也會啟用聊天功能，儘管該功能並不會「連接孩子與戀童癖者」，但仍然引發了一些擔憂。根據《The Guardian》記者斯圖爾特·德雷奇（Stuart Dredge）的報導，在聊天模式中，安吉拉會詢問用戶的姓名等個人信息。

### 影響
該應用程式在2015年2月因恐慌事件而顯著提升了知名度，並迅速進入iPhone免費應用程式的前十名，並在隨後的月份中成為所有iPhone應用程式中的第三熱門應用。 2016年，Outfit7因應此爭議，從應用程式中移除了聊天功能及攝影機功能。